# David Rijckaert
David Rijckaert (Ryckaert is) (Antwerpen, 1612. december 2. vagy 1612. december 6. – Antwerpen, 1661. november 11.) flamand barokk festő, pályáját tájképek készítésével kezdte, később a zsánerképekre specializálta magát.

## Élete
Az antwerpeni Rijckaert vagy Ryckaert művészcsalád tagjaként született, II. David Rijckaert és Katalijne de Meere fia, I. David Rijckaert unokája és Marten Rijckaert unokaöccse volt. Húga, Catharina (1610-1674) 1643-ban feleségül ment Gonzales Coques antwerpeni festőhöz. David Rijckaert III. 1647. augusztus 31-én feleségül vette Jacoba Palmanst, akitől kilenc gyermeke született 
A festészetre apja tanította. 1636 körül az antwerpeni festők Szent Lukács céhében lett mester, 1652–53 között pedig a céh dékánja volt. Tanítványai között volt Hans la Croys, Jacob Lafosse és sógora, Gonzales Coques.
Munkásságát széles körben elismerték, mecénásai között volt Habsburg Lipót Vilmos főherceg főherceg, Spanyol-Németalföld kormányzója 1647 és 1656 között.
Rijckaert kiválóan játszott barokk gitáron.

## Művészete
Rijckaert tájképfestőként kezdte pályafutását, de hamarosan a zsánerképekre szakosodott Adriaen Brouwer, idősebb David Teniers és különösen ifjabb David Teniers hatására. Munkái gyakran ábrázolják kocsmák belső tereit parasztokkal vagy kézművesekkel, alkimistával, suszterrel vagy festővel. Egyéb témái közé tartoznak a gyerekjátékok, a zenés összejövetelek és képzeletbeli jelenetek boszorkányokkal és szellemekkel. Sok munkáját szignálta és keltezte, így könnyen nyomon követhető művészi fejlődése 1637 és 1661 között.
Rijckaert korai festményei Brouwer hatását mutatják. Körülbelül 1640 és 1650 között nyers parasztfiguráit felváltották a méltóságteljes, gyakran zenélő emberek csoportjai. Új témákat is kölcsönzött más művészektől, mint az Alkimista laboratóriumában (1648; Királyi Szépművészeti Múzeum, Brüsszel) – az alkimisták gyakran előfordultak ifjabb Teniers képein is. Stílusa is változott, nagyobb hangsúlyt helyezett a különböző színekre és díszítésekre. Átvette a chiaroscuro módszert is, ami különösen az alkimistákat ábrázoló festményein szembetűnő. 1650-től vallási, mitológiai témákat is festeni kezdett.

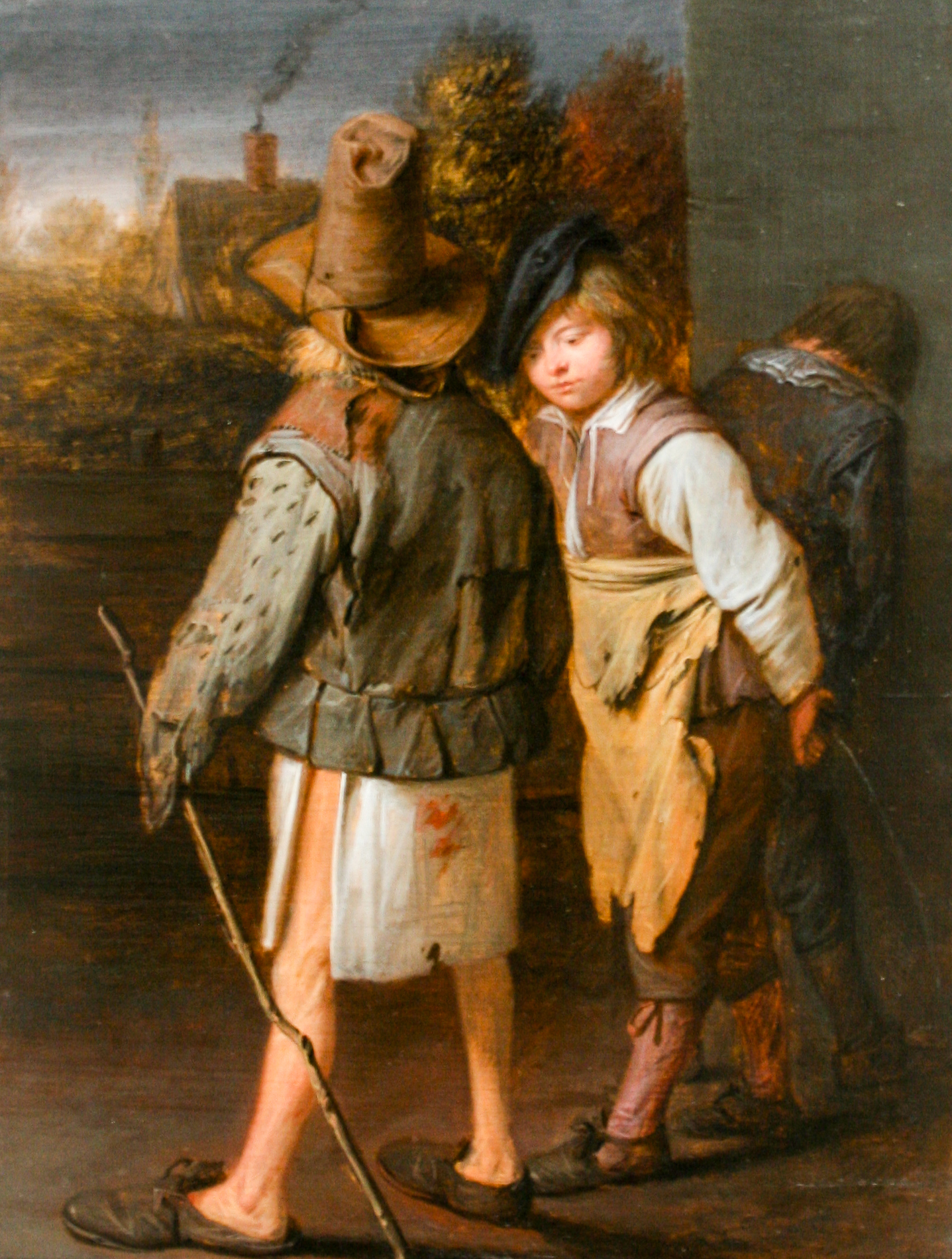
A falu bolondja
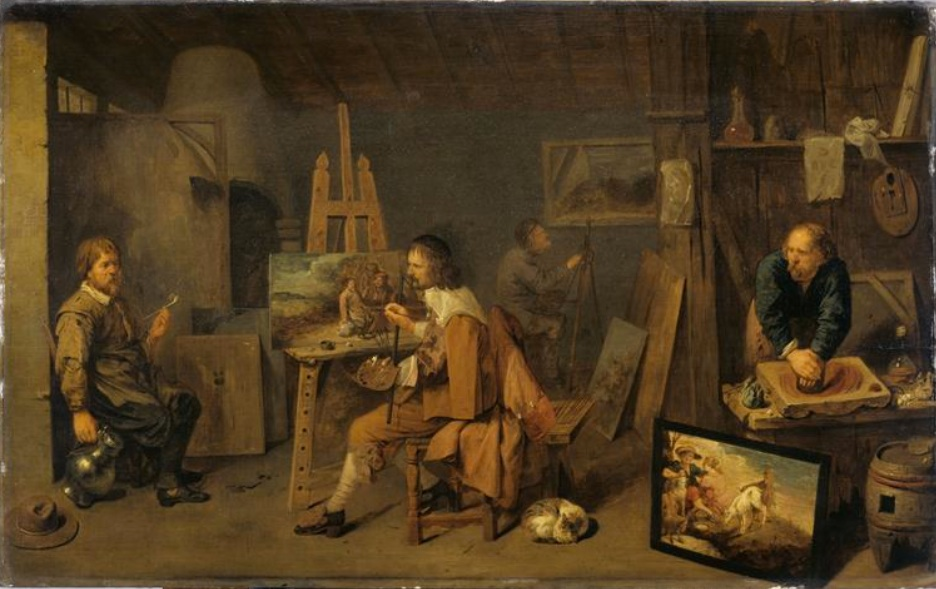
Műterem belseje
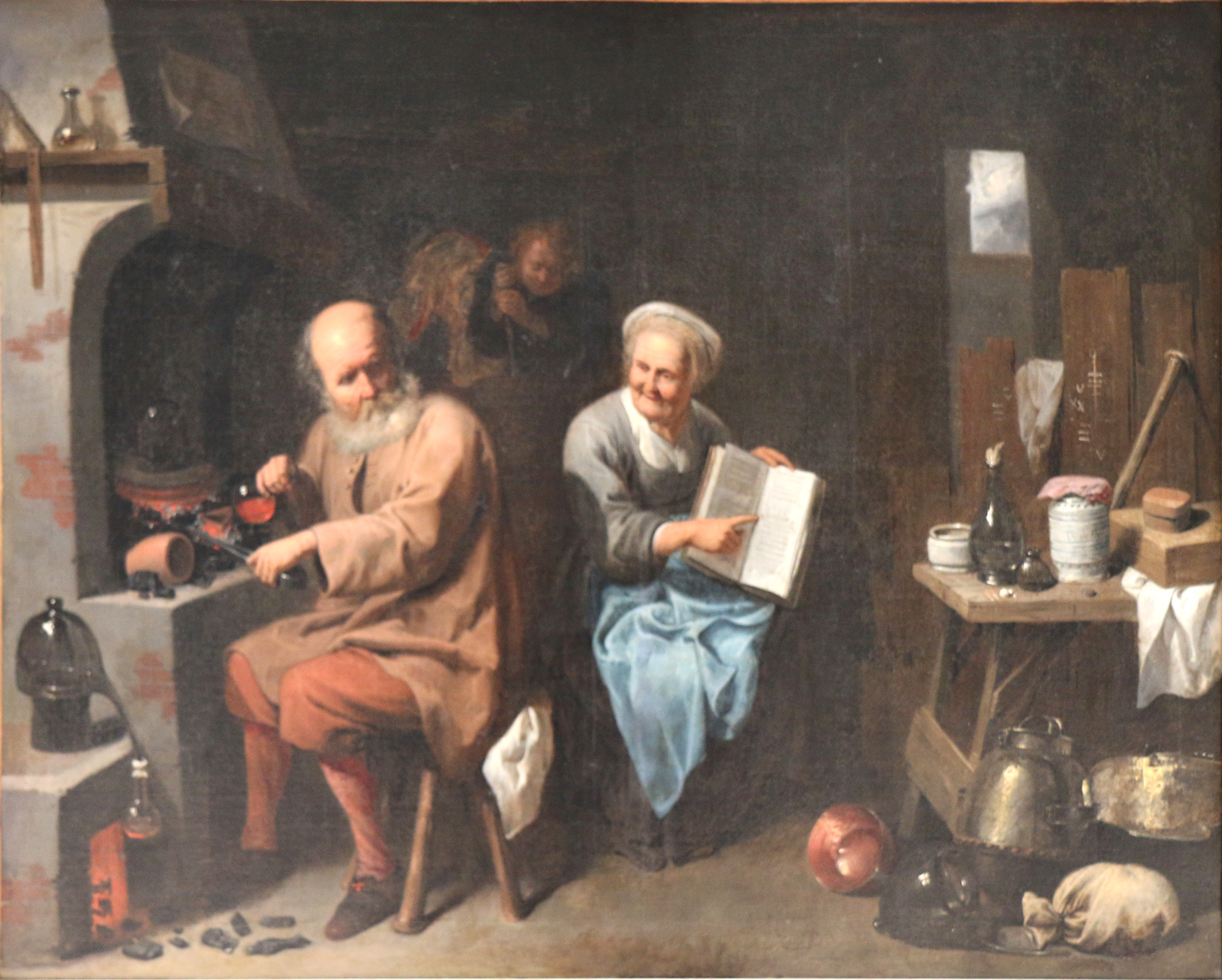
Alkimista a laboratóriumában

## Fordítás
- Ez a szócikk részben vagy egészben  a   David Rijckaert III című holland Wikipédia-szócikk ezen változatának fordításán alapul.  Az eredeti cikk szerkesztőit annak laptörténete sorolja fel. Ez a jelzés csupán a megfogalmazás eredetét és a szerzői jogokat jelzi, nem szolgál a cikkben szereplő információk forrásmegjelöléseként.